# Campionato mondiale Superbike 1988
Il campionato mondiale di Superbike 1988 è la prima edizione del campionato mondiale Superbike riconosciuta ufficialmente dalla FIM, che ne aveva affidato l'organizzazione a Steve McLaughlin, ex-pilota statunitense e artefice del successo delle Superbike negli Stati Uniti d'America a partire dagli anni settanta.

## Calendario
Già questa prima edizione del neonato campionato poteva giustamente fregiarsi del titolo di "mondiale": il calendario prevedeva infatti 9 prove complessive distribuite in tre continenti. A sei gare disputate in Europa si affiancava una prova disputata in Giappone e due in Oceania per i gran premi d'Australia e di Nuova Zelanda. Le competizioni ebbero inizio in aprile sul circuito di Donington Park in Inghilterra e terminarono in ottobre su quello neozelandese di Manfeild.
Furono diverse le case motociclistiche che dimostrarono il loro interesse per questa nuova categoria; oltre alle quattro principali giapponesi Honda, Kawasaki, Suzuki e Yamaha si presentarono al via anche le italiane Bimota e Ducati.
Le regole decise in merito all'assegnazione dei punteggi prevedeva che venissero premiati i primi 15 piloti giunti al traguardo; era lo stesso sistema entrato a regime quest'anno anche nell'altro grande campionato su pista, il motomondiale, che aveva fino ad allora premiato solamente i primi 10 piloti. Curiosamente in questa occasione fu però diverso tra le due categorie il numero di punti assegnati; nelle Superbike il punteggio massimo previsto era di 10 ed esistevano anche i mezzi punti (questo metodo restò peraltro in vigore solo un anno e venne modificato fin dall'edizione successiva).
| Nº | Data         | Gran Premio   | Circuito    | Pole              | Vincitore gara 1  | Vincitore gara 2  | Leader del campionato | Resoconto |
| -- | ------------ | ------------- | ----------- | ----------------- | ----------------- | ----------------- | --------------------- | --------- |
| 1  | 3 aprile     | Regno Unito   | Donington   | Roger Burnett     | Davide Tardozzi   | Marco Lucchinelli | Marco Lucchinelli     | Resoconto |
| 2  | 30 aprile    | Ungheria      | Hungaroring | Davide Tardozzi   | Fred Merkel       | Adrien Morillas   | Fred Merkel           | Resoconto |
| 3  | 8 maggio     | Germania      | Hockenheim  | Alex Vieira       | Davide Tardozzi   | Davide Tardozzi   | Davide Tardozzi       | Resoconto |
| 4  | 3 luglio     | Austria       | Zeltweg     | Malcom Campbell   | Marco Lucchinelli | Davide Tardozzi   | Davide Tardozzi       | Resoconto |
| 5  | 28 agosto    | Giappone      | Sugo        | Marco Lucchinelli | Gary Goodfellow   | Michael Doohan    | Davide Tardozzi       | Resoconto |
| 6  | 4 settembre  | Francia       | Le Mans     | Marco Lucchinelli | Fabrizio Pirovano | Cancellata        | Fabrizio Pirovano     | Resoconto |
| 7  | 11 settembre | Portogallo    | Estoril     | Stéphane Mertens  | Davide Tardozzi   | Stéphane Mertens  | Davide Tardozzi       | Resoconto |
| 8  | 25 settembre | Australia     | Oran Park   | Michael Doohan    | Michael Doohan    | Michael Doohan    | Davide Tardozzi       | Resoconto |
| 9  | 2 ottobre    | Nuova Zelanda | Manfeild    | Davide Tardozzi   | Fred Merkel       | Stéphane Mertens  | Fred Merkel           | Resoconto |

## Classifiche

### Classifica piloti
fonti
fonte: sito ufficiale del campionato mondiale superbike
Nella prima prova a Donington, i risultati delle due manches sono stati combinati e a tale classifica sono stati assegnati il doppio dei punti. Questo sistema non è mai più stato utilizzato in seguito
Anche in Francia sono stati assegnati il doppio dei punti all'unica manche disputata, vista l'impossibilità di disputarne una seconda a causa del programma di gare troppo affollato.
Dato che l'assegnazione dei punti in occasione della prima gara stagionale non è stato per ogni singola manche ma per i risultati combinati delle due prove, i piazzamenti indicati nella griglia possono non corrispondere ai punti assegnati a fine campionato (a titolo di esempio, il pilota Mark Farmer a fronte di un 14º e un 11º al traguardo delle due manche, è giunto al decimo posto combinato del gran premio, ottenendo 6 punti). Altrettanta non perfetta corrispondenza tra piazzamento e punti teoricamente assegnabili si è avuta in occasione del Gran Premio di Francia dove i risultati dell'unica manche disputata sono valsi il doppio del solito.
Sulle 17 prove disputate il numero maggiore di vittorie è stato di Davide Tardozzi su Bimota YB4 che è giunto al terzo posto finale in classifica, preceduto da Fabrizio Pirovano su Yamaha al secondo posto e dal vincitore del titolo, Fred Merkel sulla Honda RC30.
| Pos. | Pilota                 | Moto            |     |     |     |     |     |     |     |     |     |     |     |    |     |     |     |     |    |    | P.ti |
| ---- | ---------------------- | --------------- | --- | --- | --- | --- | --- | --- | --- | --- | --- | --- | --- | -- | --- | --- | --- | --- | -- | -- | ---- |
| 1    | Fred Merkel            | Honda           | 4   | 2   | 1   | 5   | 17  | Rit | Rit | 8   | 2   | 11  | 6   | AN | 4   | 5   | 4   | 3   | 1  | 5  | 99   |
| 2    | Fabrizio Pirovano      | Yamaha          | 8   | 4   | 5   | 6   | 11  | 8   | 2   | 7   | Rit | 10  | 1   | AN | 6   | 6   | 6   | 7   | 2  | 13 | 93,5 |
| 3    | Davide Tardozzi        | Bimota          | 1   | Rit | 2   | 3   | 1   | 1   | 5   | 1   | 33  | 4   | 12  | AN | 1   | 2   | 11  | 10  | 5  | NP | 91,5 |
| 4    | Stéphane Mertens       | Bimota          | Rit | Rit | 3   | 2   | 13  | 2   |     |     | 4   | 16  | 3   | AN | 2   | 1   | 7   | 6   | 6  | 1  | 90,5 |
| 5    | Marco Lucchinelli      | Ducati          | 2   | 1   | 9   | Rit | 6   | 11  | 1   | Rit | 12  | Rit | 10  | AN | 3   | 4   |     |     |    |    | 63   |
| 6    | Alex Vieira            | Honda           |     |     |     |     | 3   | 3   | 4   | 3   |     |     | 4   | AN |     |     |     |     |    |    | 42   |
| 7    | Robert Phillis         | Kawasaki        |     |     |     |     |     |     | 8   | Rit | 6   | 6   |     |    |     |     | 3   | 4   | 4  | 3  | 42   |
| 8    | Gary Goodfellow        | Suzuki e Honda  | Rit | Rit |     |     |     |     |     |     | 1   | 3   |     |    |     |     | 8   | 5   | 3  | 6  | 39,5 |
| 9    | Malcom Campbell        | Honda           |     |     |     |     |     |     | 3   | 6   | 17  | 15  |     |    |     |     | 5   | 8   | 15 | 2  | 33,5 |
| 10   | Terry Rymer            | Honda           |     |     |     |     |     |     |     |     |     |     | 8   | AN | 5   | 3   | 14  | 11  | 9  | 7  | 32,5 |
| 11   | Roger Burnett          | Honda           | Rit | 3   | 8   | 4   | 5   | 4   | 18  |     |     |     | 7   | AN |     |     |     |     |    |    | 31,5 |
| 12   | Michael Doohan         | Yamaha          |     |     |     |     |     |     |     |     | 31  | 1   |     |    |     |     | 1   | 1   |    |    | 30   |
| 13   | Joey Dunlop            | Honda           | 3   | 5   | 6   | Rit | 7   | 5   |     |     |     |     |     |    |     |     |     |     |    |    | 30   |
| 14   | Éric Delcamp           | Kawasaki        |     |     | 11  | 13  | 9   | 6   |     |     |     |     | 2   | AN |     |     |     |     |    |    | 29,5 |
| 15   | Christophe Bouheben    | Honda           |     |     |     |     | 2   | Rit | Rit | 2   |     |     | 5   | AN |     |     |     |     |    |    | 28   |
| 16   | Adrien Morillas        | Kawasaki        |     |     | 4   | 1   | 19  | 16  | 7   | 5   |     |     | Rit | AN |     |     |     |     |    |    | 26,5 |
| 17   | Edwin Weibel           | Honda           |     |     |     |     | 4   | Rit | 6   | 4   | Rit | 5   | 16  | AN |     |     | NP  | Rit |    |    | 23,5 |
| 18   | Jari Suhonen           | Yamaha          | 7   | 10  | 14  | 10  | Rit | NP  | 17  | 13  | 16  | 27  | 11  | AN | Rit | 13  |     |     |    |    | 21   |
| 19   | Anders Andersson       | Suzuki          | 25  | 12  | 18  | 12  | 20  | 23  | 9   | 12  | 15  | 19  | 13  | AN | 8   | 9   |     |     |    |    | 18,5 |
| 20   | Andy McGladdery        | Suzuki e Honda  | 9   | 7   | 15  | Rit | NQ  | NQ  |     |     |     |     | 19  | AN | 15  | 12  | 12  | 13  | 14 | 10 | 18,5 |
| 21   | Robert Scolyer         | Honda           |     |     |     |     |     |     |     |     |     |     |     |    |     |     | 9   | 9   | 8  | 4  | 17,5 |
| 22   | Michael Dowson         | Yamaha          |     |     |     |     |     |     |     |     | Rit | Rit |     |    |     |     | 2   | 2   |    |    | 17   |
| 23   | Paul Iddon             | Bimota          | Rit | NP  | 12  | 8   | 12  | 13  | 33  | 33  |     |     | NQ  | AN | 9   | 8   |     |     |    |    | 17   |
| 24   | Virginio Ferrari       | Honda           | NQ  | NQ  | Rit | 11  | 10  | 9   | Rit | Rit | 10  | 8   | Rit | AN |     |     |     |     |    |    | 16   |
| 25   | Kenny Irons            | Honda           | 6   | 8   |     |     | 14  | 7   |     |     |     |     |     |    |     |     |     |     |    |    | 15,5 |
| 26   | Ernst Gschwender       | Suzuki          |     |     | 10  | 9   | 18  | 27  | 10  | 10  |     |     | Rit | AN | 12  | Rit |     |     |    |    | 14,5 |
| 27   | Roger Marshall         | Suzuki          | 5   | 6   |     |     |     |     |     |     | 20  | 18  |     |    |     |     |     |     |    |    | 13   |
| 28   | Marino Fabbri          | Bimota          |     |     |     |     | 28  | Rit | Rit | 9   |     |     | 9   | AN | 16  | 11  |     |     |    |    | 13   |
| 29   | Robert Dunlop          | Honda           | Rit | NP  | 26  | 17  | 29  | 21  |     |     | 21  | 23  | 18  | AN | 10  | 7   | 13  | 14  | 15 | 12 | 12,5 |
| 30   | Tommy Douglas          | Yamaha          | 16  | 15  |     |     |     |     |     |     |     |     |     |    |     |     | Rit | 17  | 7  | 11 | 11   |
| 31   | Yukiya Ōshima          | Suzuki          |     |     |     |     |     |     |     |     | 3   | 13  |     |    |     |     |     |     |    |    | 9    |
| 32   | René Rasmussen         | Suzuki          |     |     | 7   | 7   | 21  | Rit | Rit | NP  |     |     | NQ  | AN | 21  | Rit |     |     |    |    | 9    |
| 33   | Ken'ichiro Iwahashi    | Honda           |     |     |     |     |     |     |     |     | Rit | 2   |     |    |     |     |     |     |    |    | 8,5  |
| 34   | Tadaaki Hanamura       | Honda           |     |     |     |     |     |     |     |     | 8   | 9   |     |    |     |     |     |     |    |    | 7,5  |
| 35   | Peter Rubatto          | Bimota          | Rit | Rit | 21  | 14  | 15  | 14  | 16  | Rit |     |     | 23  | AN | 7   | 17  |     |     |    |    | 7    |
| 36   | Andreas Hofmann        | Honda           |     |     |     |     | 8   | 10  |     |     |     |     |     |    |     |     |     |     |    |    | 7    |
| 37   | Glen Williams          | Ducati          |     |     |     |     |     |     |     |     |     |     |     |    |     |     |     |     | 10 | 8  | 7    |
| 38   | Steve Williams         | Bimota          | 11  | 9   | 19  | 16  | 31  | Rit |     |     |     |     |     |    |     |     |     |     |    |    | 7    |
| 39   | Mark Farmer            | Suzuki          | 14  | 11  |     |     |     |     |     |     |     |     |     |    |     |     |     |     |    |    | 6    |
| 40   | Mauro Ricci            | Ducati          |     |     |     |     |     |     | 15  | 29  |     |     | 21  | AN | 11  | 10  |     |     |    |    | 6    |
| 41   | Mitsuaki Watanabe      | Yamaha          |     |     |     |     |     |     |     |     | 5   | 24  |     |    |     |     |     |     |    |    | 5,5  |
| 42   | Aaron Slight           | Bimota          |     |     |     |     |     |     |     |     | 7   | 14  |     |    |     |     |     |     |    |    | 5,5  |
| 43   | Koichi Kobayashi       | Honda           |     |     |     |     |     |     |     |     | 9   | 12  |     |    |     |     |     |     |    |    | 5,5  |
| 44   | Sean Gallagher         | Honda           |     |     |     |     |     |     |     |     |     |     |     |    |     |     | 10  | 12  |    |    | 5    |
| 45   | Andrew Stroud          | Bimota          |     |     |     |     |     |     |     |     |     |     |     |    |     |     |     |     | 13 | 9  | 5    |
| 46   | Dave Leach             | Yamaha          | 15  | 13  | 24  | 18  | NQ  | NQ  |     |     |     |     | 22  | AN |     |     |     |     |    |    | 5    |
| 47   | Brian Morrison         | Honda           |     |     |     |     |     |     |     |     | 26  | 7   |     |    |     |     |     |     |    |    | 4,5  |
| 48   | John Lofthouse         | Suzuki          | 17  | 14  |     |     |     |     |     |     |     |     |     |    |     |     |     |     |    |    | 3    |
| 49   | Karl-Heinz Riegl       | Bimota          |     |     | NQ  | NQ  | NQ  | NQ  | 11  | 18  |     |     | 25  | AN | 18  | 19  |     |     |    |    | 2,5  |
| 50   | Paul Ramon             | Honda           |     |     |     |     |     |     | Rit | 11  |     |     | NP  | AN |     |     |     |     |    |    | 2,5  |
| 51   | Toshiharu Kaneko       | Yamaha          |     |     |     |     |     |     |     |     | 11  | 25  |     |    |     |     |     |     |    |    | 2,5  |
| 52   | Dietmar Kemter         | Honda           |     |     |     |     |     |     | 12  | 15  |     |     |     |    |     |     |     |     |    |    | 2,5  |
| 53   | Mike King              | Ducati          |     |     |     |     |     |     |     |     |     |     |     |    |     |     |     |     | 12 | 15 | 2,5  |
| 54   | Udo Mark               | Yamaha e Bimota |     |     |     |     | 22  | 17  | 13  | 14  |     |     | 27  | AN | 17  | 16  |     |     |    |    | 2,5  |
| 55   | Anton Gruschka         | Honda           |     |     |     |     | 24  | 24  |     |     |     |     | Rit | AN | 13  | 14  |     |     |    |    | 2,5  |
| 56   | Bodo Schmidt           | Bimota          |     |     |     |     | Rit | 12  | 34  | 34  |     |     |     |    |     |     |     |     |    |    | 2    |
| 57   | Michael Galinski       | Bimota          | Rit | NP  | 13  | Rit | Rit | 15  |     |     |     |     |     |    |     |     |     |     |    |    | 2    |
| 58   | Jean-Louis Guignabodet | Honda           |     |     | 20  | 15  | 25  | Rit | 19  | 17  |     |     | 17  | AN | 14  | 15  |     |     |    |    | 2    |
| 59   | Asa Moyce              | Kawasaki        | 19  | 16  | NQ  | NQ  | NQ  | NQ  |     |     |     |     |     |    |     |     |     |     |    |    | 2    |
| 60   | Jean-Yves Mounier      | Yamaha          |     |     |     |     |     |     |     |     |     |     | 14  | AN |     |     |     |     |    |    | 2    |
| 61   | Hisatomo Nakamura      | Suzuki          |     |     |     |     |     |     |     |     | 13  | 17  |     |    |     |     |     |     |    |    | 1,5  |
| 62   | Dieter Heinen          | Honda           |     |     |     |     |     |     | 14  | 16  |     |     | NP  | AN |     |     |     |     |    |    | 1    |
| 63   | Satoshi Endo           | Honda           |     |     |     |     |     |     |     |     | 14  | 22  |     |    |     |     |     |     |    |    | 1    |
| 64   | Dale Warren            | Honda           |     |     |     |     |     |     |     |     |     |     |     |    |     |     |     |     | NC | 14 | 1    |
| 65   | Esko Kuparinen         | Kawasaki        | 20  | 17  | 25  | 23  | NQ  | NQ  |     |     |     |     |     |    |     |     |     |     |    |    | 1    |
| 66   | Mark Linscott          | Honda           |     |     |     |     |     |     |     |     |     |     | 15  | AN |     |     |     |     |    |    | 1    |
| 67   | Iain Pero              | Suzuki          |     |     |     |     |     |     |     |     |     |     |     |    |     |     | 15  | NP  |    |    | 0,5  |
| 68   | Len Willing            | Yamaha          |     |     |     |     |     |     |     |     |     |     |     |    |     |     | NP  | 15  |    |    | 0,5  |
| Pos  | Pilota                 | Moto            |     |     |     |     |     |     |     |     |     |     |     |    |     |     |     |     |    |    | P.ti |

| Legenda | 1º posto        | 2º posto            | 3º posto           | A punti      | Senza punti        | Grassetto – Pole position Corsivo – Giro più veloce |
| Legenda | Gara non valida | Non qual./Non part. | Ritirato/Non class | Squalificato | '-' Dato non disp. | Grassetto – Pole position Corsivo – Giro più veloce |

### Sistema di punteggio
| Pos.  | 1  | 2   | 3   | 4   | 5   | 6 | 7   | 8 | 9   | 10 | 11  | 12 | 13  | 14 | 15  | 16> |
| ----- | -- | --- | --- | --- | --- | - | --- | - | --- | -- | --- | -- | --- | -- | --- | --- |
| Punti | 10 | 8,5 | 7,5 | 6,5 | 5,5 | 5 | 4,5 | 4 | 3,5 | 3  | 2,5 | 2  | 1,5 | 1  | 0,5 | 0   |

### Costruttori
| Pos. | Costruttore | Motocicletta     |    |    |   |     |    |    |   |    |    |     |    |    |    |    |    |    |    |    | P.ti  |
| ---- | ----------- | ---------------- | -- | -- | - | --- | -- | -- | - | -- | -- | --- | -- | -- | -- | -- | -- | -- | -- | -- | ----- |
| 1    | Honda       | RC30 / VFR 750   | 3  | 2  | 1 | 4   | 2  | 3  | 3 | 2  | 2  | 2   | 4  | AN | 4  | 3  | 4  | 3  | 1  | 2  | 142   |
| 2    | Bimota      | YB4 E.I. 750     | 1  | 9  | 2 | 2   | 1  | 1  | 5 | 1  | 4  | 4   | 3  | AN | 1  | 1  | 7  | 6  | 5  | 1  | 132,5 |
| 3    | Yamaha      | FZR 750 R / OW01 | 7  | 4  | 5 | 6   | 11 | 8  | 2 | 7  | 5  | 1   | 1  | AN | 6  | 6  | 1  | 1  | 2  | 11 | 113,5 |
| 4    | Kawasaki    | GPX 750          | 19 | 16 | 4 | 1   | 9  | 6  | 7 | 5  | 6  | 6   | 2  | AN | 25 | 24 | 3  | 4  | 4  | 3  | 92    |
| 5    | Ducati      | 851              | 2  | 1  | 9 | Rit | 6  | 11 | 1 | 21 | 12 | Rit | 10 | AN | 3  | 4  | 19 | 20 | 10 | 8  | 70    |
| 6    | Suzuki      | GSXR 750 R       | 5  | 6  | 7 | 7   | 18 | 20 | 9 | 10 | 1  | 3   | 13 | AN | 8  | 9  | 15 | 16 | 14 | 10 | 61    |